# Luis López (personnalité politique)
Pour les articles homonymes, voir Luis López et López.
Luis López est un professeur d'université et homme politique vénézuélien, né dans la paroisse civile d'Antonio Spinetti Dini le 9 septembre 1973. Il a été ministre  de la Santé entre 2017 et 2018.

## Carrière politique
Luis López, de son nom complet Luis Salerfi López Chejade, est né le 9 septembre 1973 dans la paroisse civile d'Antonio Spinetti Dini, dans l'État de Mérida. Licencié en pharmacie, il a été professeur à l'université des Andes.
Alors que l'état sanitaire du pays se dégrade et que la mortalité infantile augmente dangereusement, situation aggravée par les conséquences de la crise que connaît le pays (pénurie de médicaments, paludisme, etc.), Luis López est nommé ministre  de la Santé le 11 mai 2017. Il est destitué de son ministère le 25 juin 2018.